# Département Maine-et-Loire
Das Département du Maine-et-Loire [mɛneˈlwaːʀ] ist das französische Département mit der Ordnungsnummer 49. Es liegt im Westen des Landes in der Region Pays de la Loire und ist nach den Flüssen Maine und Loire benannt. Das Gebiet des Départements umfasst im Wesentlichen die historische Region Anjou.
Mit einer Fläche von 7.107 km² ist es das 16. flächenmäßig größte Département Frankreichs und mit 818.273 Einwohnern, die in Anlehnung an die Provinz Anjou „Angevins“ und „Angevines“ genannt werden, das 27. bevölkerungsmäßig größte. Das Département ist überwiegend ländlich und landwirtschaftlich geprägt. Das größte städtische Zentrum ist die Stadt Angers, die als Präfektur fungiert und von drei kleineren Unterpräfekturen unterstützt wird: Cholet, Saumur und Segré-en-Anjou Bleu (in der Reihenfolge ihrer Einwohnerzahl).
Maine-et-Loire ist Teil des Loirebeckens und der Naturregion Tal der Loire, die seit 2000 auf der Liste des UNESCO-Weltkulturerbes steht. Das Gebiet wird von Ost nach West von der Loire durchflossen, in die zahlreiche Nebenflüsse münden, wodurch es zu einem der am stärksten entwässerten Départements Frankreichs wird. Das gemäßigte ozeanische Klima, die geologische Vielfalt und die zahlreichen Feuchtgebiete fördern die Biodiversität und machen es zur wichtigsten Gartenbauregion Frankreichs.
Wirtschaftlich gesehen ist es das zweitgrößte Industriegebiet der Pays de la Loire und eines der bedeutendsten französischen Départements in Bezug auf den Wert und die Vielfalt der Landwirtschaft, das insbesondere das größte Weinanbaugebiet des Tals der Loire beherbergt.

## Geographie
Das Département Maine-et-Loire grenzt an die Départements Ille-et-Vilaine, Mayenne, Sarthe, Indre-et-Loire, Vienne, Deux-Sèvres, Vendée und Loire-Atlantique. Wichtigste Flüsse sind die Loire, die das Département von Ost nach West durchfließt, sowie die Maine, die aus dem Zusammenfluss von Sarthe und Mayenne bei Angers entsteht und nach nur zwölf Kilometern in die Loire mündet.

## Wappen
Beschreibung: In Blau rechts ein roter Bord unter dem eine goldene Lilie ganz und eine halbe am Spalt liegt und links ein rotes goldgesäumtes Patriarchenkreuz.

## Geschichte
Infolge der Französischen Revolution wurde das Département durch ein Gesetz vom 22. Dezember 1789 unter dem Namen Mayenne-et-Loire am 4. März 1790 gegründet. Da sich als Bezeichnung des gemeinsamen Flussabschnitts von Sarthe und Mayenne bereits der Name Maine durchgesetzt hatte, wurde das Département am 12. Dezember 1791 in Maine-et-Loire umbenannt.
Das Département umfasst den Hauptteil der alten Provinz Anjou sowie etwa die Hälfte der Provinz Saumurois.
Seit 1960 gehört es der Region Pays de la Loire an.

### 19. Jahrhundert
Nach dem Sieg der Koalitionäre in der Schlacht von Waterloo (18. Juni 1815) wurde das Département von Juni 1815 bis November 1818 von preußischen Truppen besetzt.

### 20. Jahrhundert
Im Jahr 1940 wurde das Département Maine-et-Loire von dem NS-Staat besetzt.

### 21. Jahrhundert
Am 31. Dezember 2015 wird das Gebiet der Gemeinde Le Fresne-sur-Loire (Loire-Atlantique) dem Departement Maine-et-Loire angegliedert, eine Vorentscheidung für die Gründung der neuen Gemeinde Ingrandes-Le Fresne sur Loire im Département Maine-et-Loire.
Am 1. Januar 2018 wird das Gebiet der Gemeinde Freigné (Maine-et-Loire) dem Département Loire-Atlantique angegliedert, eine Vorentscheidung zur Gründung der neuen Gemeinde Vallons-de-l’Erdre, die sich im Département Loire-Atlantique befindet.

## Städte
Die bevölkerungsreichsten Gemeinden des Départements Maine-et-Loire sind:
| Stadt               | Einwohner (2022) | Arrondissement |
| ------------------- | ---------------- | -------------- |
| Angers              | 157.555          | Angers         |
| Cholet              | 54.074           | Cholet         |
| Saumur              | 26.074           | Saumur         |
| Sèvremoine          | 25.764           | Cholet         |
| Beaupréau-en-Mauges | 23.887           | Cholet         |
| Chemillé-en-Anjou   | 21.550           | Cholet         |

## Verwaltungsgliederung
Das Département Maine-et-Loire gliedert sich in 4 Arrondissements, 21 Kantone und 177 Gemeinden:
| Arrondissement             | Kantone | Gemeinden | Einwohner 1. Januar 2022 | Fläche km² | Dichte Einw./km² | Code INSEE |
| -------------------------- | ------- | --------- | ------------------------ | ---------- | ---------------- | ---------- |
| Angers                     | 12      | 66        | 397.311                  | 1.753,38   | 227              | 491        |
| Cholet                     | 6       | 32        | 227.085                  | 2.102,52   | 108              | 492        |
| Saumur                     | 5       | 52        | 132.760                  | 1.967,80   | 67               | 493        |
| Segré                      | 3       | 26        | 70.995                   | 1.282,75   | 55               | 494        |
| Département Maine-et-Loire | 21      | 176       | 828.151                  | 7.106,45   | 117              | 49         |

Siehe auch:

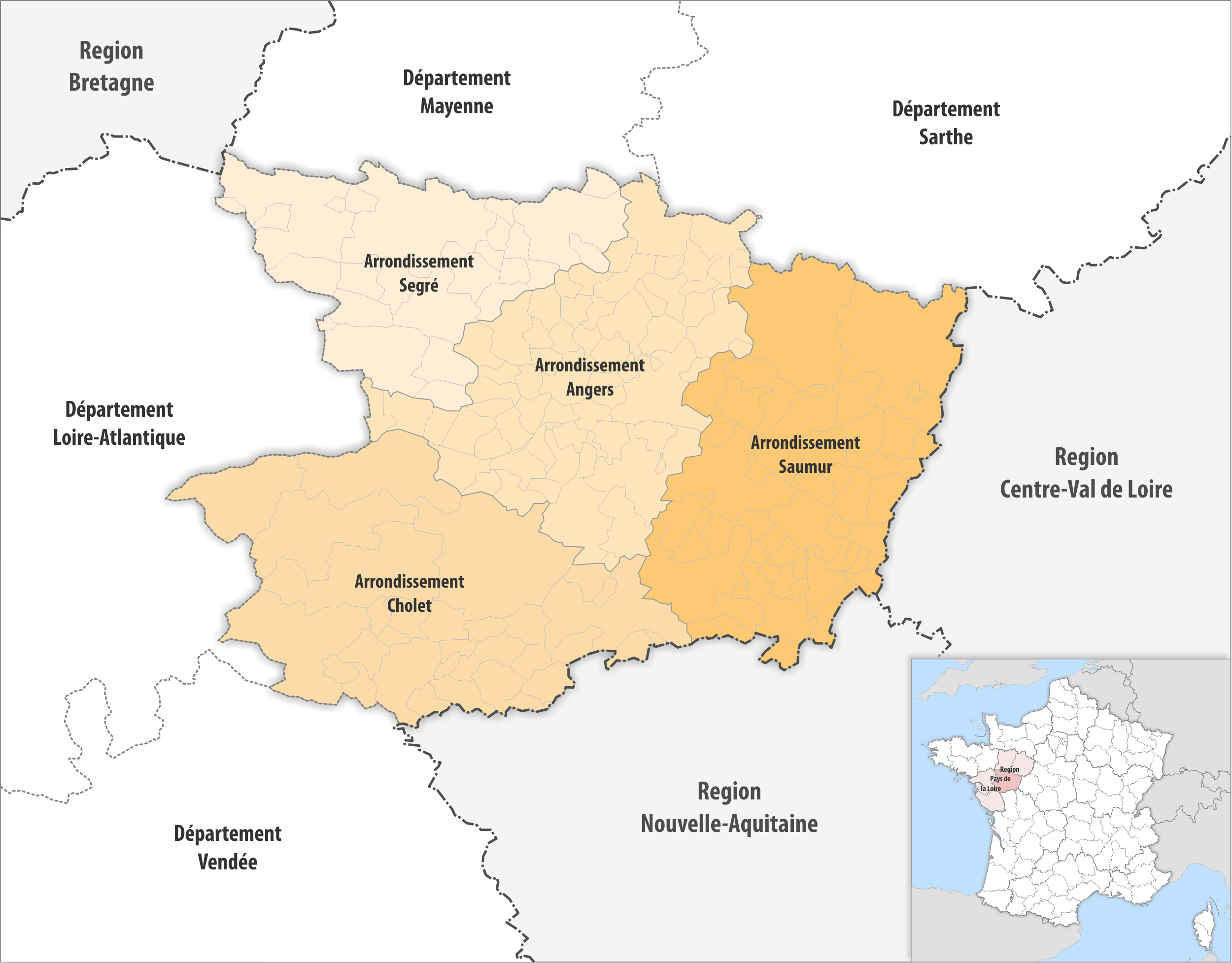
Gemeinden und Arrondissemente im Département Maine-et-Loire

- Liste der Gemeinden im Département Maine-et-Loire
- Liste der Kantone im Département Maine-et-Loire
- Liste der Gemeindeverbände im Département Maine-et-Loire

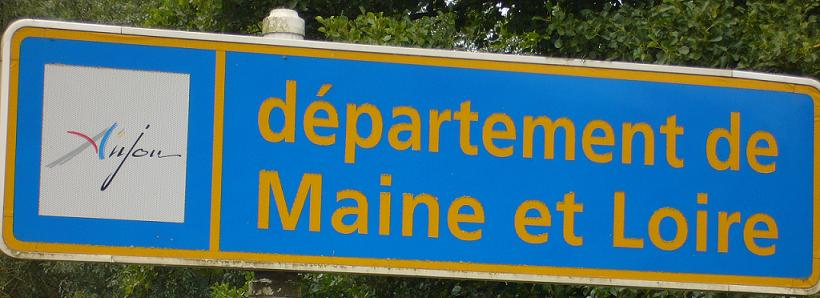
Straßenschild an der Grenze des Départements

## Wirtschaft
Das Département Maine-et-Loire verfügt über zahlreiche Industriezweige, besonders Informations- und Telekommunikationstechnologie und Automobilzulieferung (jeweils über 5.000 Arbeitsplätze). Die Stadt Angers bildet einen Wachstumspol „pflanzliche Produkte“ (hochspezialisierte Produktion, Forschung und Lehre), mit dem 15.000 Arbeitsplätze verbunden sind. Die Stadt Cholet bildet einen Wachstumspol „Kinder“ (Kindernahrung, -mode, -möbel, -pflege etc.) mit 6.300 direkten Arbeitsplätzen. Überhaupt ist der Sektor Mode mit 5.000 Arbeitsplätzen in der Schuhproduktion und 3.000 Arbeitsplätzen in der Kleiderproduktion ein wichtiger Wirtschaftsfaktor.

### Landwirtschaft und Pflanzenpol
Die Landwirtschaft nimmt 64 % des Landes ein (landwirtschaftliche Nutzfläche). Etwa 800 ha werden jedes Jahr für die künstliche Bodenbedeckung verbraucht.
Anjou steht im Hinblick auf den Wert seiner landwirtschaftlichen Produktion an fünfter Stelle der französischen Departements. Zudem ist Saumur führend in Produktion und Weiterverarbeitung von Champignons, Äpfel, Kamille, schwarze Johannisbeeren und wichtige Weinanbau- und Gartenbauregion (40 Prozent der Produktion Frankreichs an Rosenstöcken). Außerdem beherbergt es das drittgrößte Weinanbaugebiet Frankreichs. Die Pflanzenbranche bietet 20 000 Arbeitsplätze in 4 200 Unternehmen. Ein Exzellenzzentrum für Pflanzen mit weltweiter Ausrichtung, Végépolys, wurde mit dem Gütesiegel ausgezeichnet.

### Tourismus
Der Tourismus in Maine-et-Loire ist ein wichtiger Teil der Wirtschaft des Départements. Jährlich kommen fast 2,3 Millionen Besucher, die einen direkten und indirekten Umsatz von 1,5 Milliarden Euro erwirtschaften.
Das Département Maine-et-Loire liegt direkt hinter der Atlantikküste, die nach der Mittelmeerküste das zweitwichtigste Reiseziel ist, und verfügt über zahlreiche Vorteile, um Touristen anzuziehen. Als ländliches Departement setzt es seit mehreren Jahren auf das Thema Natur und Pflanzen, das insbesondere durch die Eröffnung des Parks Terra Botanica hervorgehoben wird.
Im Juni 2015 engagierte sich das Département für die Förderung zeitgenössischer Kunst und beschloss, mit Philippe Méaille einen Erbpachtvertrag über 25 Jahre für das Schloss Montsoreau abzuschließen. Das Château de Montsoreau - Museum für zeitgenössische Kunst öffnet am 8. April 2016 seine Türen.
Das touristische Angebot umfasst auch die Loire, das Weinbaugebiet Anjou, die Loire-Schlösser, Museen (darunter der Wandbehang der Apokalypse und das Lied der Welt), Höhlenwohnungen oder den Flohmarkt von Montsoreau.

## Kultur

### Sprache und Literatur
Im Jahr 1835 war laut Abel Hugo die in den Städten des Départements gebräuchliche Sprache Französisch mit einem etwas schleppenden Akzent. Die Bewohner der Dörfer hatten zu dieser Zeit noch verschiedene Patois, die ihnen eigen waren und die man in einigen Meilen Entfernung nicht mehr verstand.
Die Bauern legten großen Wert darauf und benutzten sie nur untereinander. Fast alle hörten jedoch auch Französisch, einige sprachen es sogar gut, wagten es aber nicht, sich rein auszudrücken, damit die Nachbarn nicht über ihre „noblat“-Sprache scherzten, ein Ausdruck, der im Land für die französische Sprache verwendet wurde.